# Музей техники (Варшава)
Музей техники (пол. Muzeum Techniki) — музей в Варшаве (Польша), посвящённый истории развития техники. Музей располагается в здании Дворца культуры и науки, находящемся по адресу Парадная площадь, 1 (placu Defilad 1) в варшавском районе Средместье.

## История
В 1875 году был создан Варшавский Музей промышленности и сельского хозяйства князем Яном Тадеушем Любомирским, графом Юзефом Замойским, Якубом Натансоном и К. Дитрихом. Первый музей размещался в арендованном помещении на площади Красински. Музей с представленной в нём коллекцией играл важную роль в культуре, науке, технике и даже экономической жизни тогдашней польской столицы.
В 1929 году создан Музей техники и промышленности, находящийся на ул. Краковское предместье и улицы Тамка, 1. Музей был организован выдающимся польским инженером Казимежем Яковским, который был его директором до гибели в Катыни в апреле 1940 года. После Второй мировой войны музейные коллекции были распределены и музей перестал существовать.
В 1952 году в результате 2-го Конгресса польских инженеров было принято решение о возрождении технического музея. В 1955 году музей получил помещение во Дворце культуры и науки, и первая выставка проходила под названием «Технический прогресс на службе человека».

## Коллекция
Коллекция музея делится на разделы «Связь и транспорт», «Горное дело и металлургия», «Сельское хозяйство», «Пищевая промышленность», «Основы технологии», «Телетехнология», «Космонавтика» и «Атомная энергия». Наиболее заметны собрания старых машин, мотоциклов, граммофонов. Здесь представлена знаменитая шифровальная машина «Энигма», используемая в годы Второй мировой войны. В планетарии музея есть копия космического аппарата. Кроме того, в музее постоянно проводятся выставки из частных коллекций.